# New Era (krant)
New Era is een  Namibische dagblad dat eigendom is van de Namibische nationale overheid. Het wordt gepubliceerd in het Engels en bevat ook regelmatig pagina's die in een lokale taal geschreven zijn, zoals het Ndongo, Herero, Kxoe en Lozi. New Era verscheen voor het eerst in 1991 en verschijnt dagelijks sinds 2004. De overheid geeft 7,7 miljoen Namibische dollar aan subsidies aan de krant.
De CEO van de krant is sinds 2013 Audrin Mathe. Er is momenteel (augustus 2013) geen hoofdredacteur aangesteld.
Doordat het blad bezit wordt door de overheid, wordt het als pro-Swapo, de regeringspartij van Namibië, beschouwd. In 2012 kreeg de krant echter de kritiek van enkele ministers dat het blad te kritisch was voor de overheid. Hierna werd het contract van de hoofdredacteur en de CEO niet verlengd.
New Era werkt sinds augustus 2013 samen met het Zambiaanse dagblad Zambia Daily Mail. Ze wisselen nieuws en ervaringen met elkaar uit.